# Büffel-Bund
Der Büffel-Bund war ein Medizinbund der Irokesen-Indianer, der zur Kategorie der mystischen Tiere gehörte.
Die Tänzer dieses Medizinbundes imitierten die Bewegungen der Büffel. Sie benutzten dazu die Wassertrommel und die Hornrassel. Ein wichtiges Element der Zeremonie war der „Büffelpudding“, der den Schlamm, in dem die Büffel umherstampfen, nachahmen sollte. Mit der Zeremonie sollten Krankheiten „weggestampft“ werden.